# 古塔-扎比洛齊卡
50°27′9″N 29°21′1″E / 50.45250°N 29.35028°E
古塔-扎比洛齊卡（烏克蘭語：Гута-Забілоцька）是烏克蘭北部的村莊，隸屬日托米爾州的日托米爾區。該村面積0.71平方公里，海拔高度174米，2001年人口123，人口密度每平方公里173人。